# Азбука (організація)
«Азбука» — конспіративна білогвардійська організація, створена в Києві у березні 1918 р. В. Шульгіним для ведення політичної та військової розвідки, а також вербування й відправки офіцерів у антибільшовицькі російські війська. 
Серед її агентів були члени IV Державної думи А.Савенко, В. Шульгін, І. Демидов, В. Степанов, генерали, офіцери тощо. «Азбука» мала своїх агентів у військах гетьмана Павла Скоропадського та Директорії. 1918 року існувала на приватні пожертвування, а також на кошти від військових місій країн Антанти та правих політичних об'єднань «Правий центр» та «Національний центр». 
Від лютого 1919 року діяльність «Азбуки» підпорядковувалася штабу Добровольчої армії. Штаб-квартира «Азбуки» пересувалась: у серпні 1918 — в Єкатеринодарі, в листопаді — в Яссах, згодом — в Одесі й знову в Єкатеринодарі. Мала добре налагоджену кур'єрську службу, з допомогою якої інформація передавалась у ставку командування Добровольчою армією. Інформаційні центри існували в Києві, Харкові, Одесі, Кишиневі, Львові, Холмі, Варшаві, Москві, Вільні та інших містах.